# Wiserita
La wiserita és un mineral de la classe dels borats. Va rebre el seu nom per Wilhelm Karl Ritter von Haidinger l'any 1845 en honor de David Friedrich Wiser (1802-1878), 
mineralogista i químic suís, qui havia descobert el mineral el 1842.

## Característiques
La wiserita és un borat de fórmula química (Mn,Mg)14[Cl|(OH)₈|(Si,Mg)(O,OH)₄|(B₂O₅)₄]. Cristal·litza en el sistema tetragonal. Es troba en masses fibroses, íntimament intercrescuda amb la sussexita. La seva duresa a l'escala de Mohs és 2,5.
Segons la classificació de Nickel-Strunz, la wiserita pertany a «06.B - Neso-diborats amb triangles dobles B₂(O,OH)₅; 2(2D); 2(2D) + OH, etc.» juntament amb els següents minerals: suanita, clinokurchatovita, kurchatovita, sussexita i szaibelyita.

## Formació i jaciments
Va ser descoberta el 1842 a la mina Gonzen, Sargans, St Gallen, Suïssa, en filons de rodocrosita-hausmannita, associada a altres minerals com: sussexita, rodocrosita, pirocroïta, hausmannita, fluorita i barita. També ha estat descrita a Namíbia i al Japó.